# Abyssobrotula galatheae
Abyssobrotula galatheae là loài cá chình Moray thuộc họ Ophidiidae. Nó là loài cá sống ở độ sâu sâu nhất được biết đến; một mẫu vật thu được của loài được cho là sống dưới độ sâu 8,370 m (27,46 ft) ở Rãnh Puerto Rico năm 1970, thiết lập kỷ lục cho loài là loài cá sống ở độ sâu sâu nhất từng bắt được. Mặc dù đã được công nhận rộng rãi, một số người cho rằng con cá phá kỷ lục ấy có thể đã bị bắt với loại lưới ở một độ sâu nông hơn độ sâu chúng sống.
Những ví dụ đầu tiên về loài cá này đã được Staiger xác định nhầm là Bassogigas profundissimus, trước khi nó được mô tả là một loài mới bởi Jørgen G. Nielsen vào năm 1977. Tên của loài được đặt theo con tàu nghiên cứu Galathea, là con tàu bắt được cá thể mẫu vật trong chuyến thám hiểm Galathea thứ hai.

## Phân bố loài và lịch sử
Dù chưa được công nhận phổ biến, Abyssobrotula galatheae được biết sống ở các đại dương nhiệt đới và cận nhiệt đới. Loài này xuất hiện ở vùng biển khơi sâu thẳm và vùng biển khơi tăm tối dưới độ sâu 3,110 m (10,20 ft). Chúng là cư dân vùng đáy nước trong tự nhiên, mặc dù có một cá thể từng bắt được tại cột nước ở Vịnh Panama. Thức ăn của loài bao gồm các trùng Polychaeta và động vật giáp xác, như các loài thuộc bộ Chân đều và bộ Amphipoda.